# ملکه الکس هیلی
ملکه الکس هیلی (انگلیسی: Alex Haley's Queen) یا شناخته شده به نام ملکه یک مجموعه تلویزیونی کوتاه به کارگردانی جان ارمن ساخته سال ۱۹۹۳ میلادی براساس رمانی از الکس هیلی است.
این مجموعه تلویزیونی که در ۳ قسمت ساخته شده از ۱۴ تا ۱۸ نوامبر ۱۹۹۳ از شبکه سی‌بی‌اس ایالات متحده آمریکا پخش شده است. این فیلم یک خانواده سیاه‌پوست در کشور آمریکا در زمان لغو برده‌داری است.